# Egmont Schultz
Egmont Schultz (* 13. Oktober 1903 in Berlin; † 29. Januar 1945 im Zuchthaus Brandenburg-Görden) war ein deutscher Werkzeugmacher und als Mitstreiter der Saefkow-Jacob-Bästlein-Organisation ein Widerstandskämpfer gegen das NS-Regime. Er wurde von der NS-Justiz zum Tode verurteilt und durch das Fallbeil hingerichtet.

## Leben

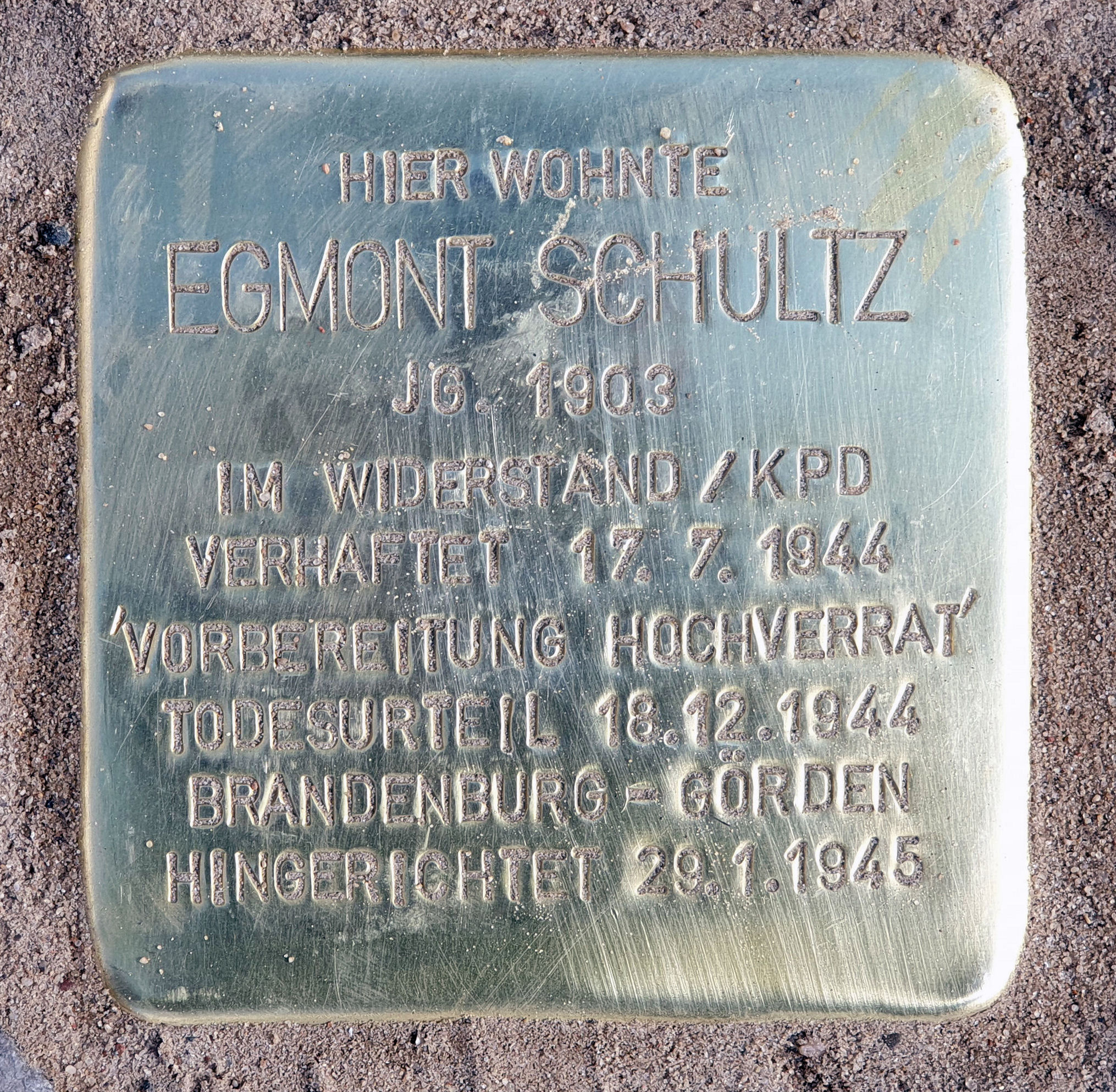
Stolperstein am Haus, Soldiner Straße 8, in Berlin-Gesundbrunnen

Egmont Schultz kam am 13. Oktober 1903 in Berlin als Sohn von Karl Schultz und Marie Schultz, geborene Dörfer, zur Welt.
Er gehörte zum Berliner Arbeiterwiderstand und war Mitstreiter der Saefkow-Jacob-Bästlein-Organisation, einer der größten Berliner Widerstandsgruppierungen gegen das Naziregime 1942 bis 1945. Er war Mitglied der KPD. Seit 1926 war er mit Mia Schultz verheiratet. Das Ehepaar wohnte in Berlin-Wedding in der Soldiner Straße 8. Er gehörte dem Arbeitersportverein Fichte Berlin an und war bei der Firma Siemens & Halske in Berlin-Siemensstadt tätig. 1936 wurde er zu sechs Monaten Gefängnis verurteilt.
Seit Anfang 1944 war Schultz bei Siemens & Halske Leiter einer illegalen Betriebsgruppe. Die Betriebsgruppe gehörte während des Zweiten Weltkriegs zu der von den Kommunisten Anton Saefkow, Franz Jacob und Bernhard Bästlein geleiteten Widerstandsorganisation. Der Verbindungsmann im Betrieb zur Leitung der Saefkow-Jacob-Bästlein-Organisation war Rudolf Seiffert. Beide nahmen Kontakt zu weiteren Hitlergegnern auf, die in anderen Betriebsteilen des Konzerns arbeiteten. Es gelang ihnen, neue Mitstreiter zu gewinnen.
Schultz war beteiligt an der Verbreitung illegaler Flugschriften, sammelte Geld sowie Lebensmittelmarken für illegal Lebende und stellte seine Wohnung für illegale Zusammenkünfte zur Verfügung. Er war Mitverfasser eines Mai-Flugblattes für Siemensarbeiter und nahm am 1. Mai 1944 an einem konspirativen Treffen mit Franz Jacob, Wilhelm Moll und Rudolf Seiffert in Bernau teil. Er wurde am 17. Juli 1944 festgenommen. Gemeinsam mit Josef Höhn und Rudolf Seiffert wurde Schultz am 18. Dezember 1944 vom Volksgerichtshof wegen Vorbereitung zum Hochverrat zum Tode verurteilt und am 29. Januar 1945 im Zuchthaus Brandenburg-Görden durch das Fallbeil hingerichtet.
Schultz’ letzter Brief, den er im Zuchthaus an seine Mutter schrieb, enthält die Zeilen: „Ich möchte Dir nur immer sagen, wie lieb ich Dich habe, na, Du weißt es ja! Ich habe keine Angst vor dem Tod! Ich hätte so gern noch den Aufbau miterlebt! Schade! Behalte mich in gutem Andenken.“

## Ehrungen
Vor dem Haus Soldiner Straße 8 in Berlin-Wedding, in dem Egmont Schultz mit seiner Frau Mia wohnte, befindet sich seit Juni 2009 ein Stolperstein, der an den hingerichteten Widerstandskämpfer erinnert.